# Pusiamitra Sunga
Pusiamitra Sunga, Puxiamitra Sunga ou Pusyamitra Shunga (? — 151 a.C.) foi o fundador do Império Sunga (185 a.C.-78 a.C.). Originalmente um general e comandante-em-chefe (Senapati) dos exércitos do Império Máuria, ele assassinou o último imperador máuria Briadrata Máuria em 185 a.C., e subsequentemente fundou o Império Sunga. Ele então realizou o Ashvameda, ou sacrifício de cavalo, e pôs o Norte da Índia sob o seu jugo. Inscrições dos sungas foram encontradas até Jalandar e no Panjabe. O Diviavadana menciona que o seu império se estendia até Sagala.

## Relatos de perseguição

### Relatos lendários
Acredita-se tradicionalmente que Pusiamitra Sunga tenha sido hostil para com os budistas e que tenha perseguido o Budismo.
De acordo com o Asokavadana do século II:
"Então, o rei Pusiamitra equipou um exército, e, com a intenção de destruir o Budismo, foi para Kukkutarama. (...) Ali, Pusiamitra destruiu o sangharama, matou os monges e partiu.
"Após algum tempo, ele voltou a Sakala e proclamou que daria uma recompensa de cem dinaras para quem quer que lhe trouxesse a cabeça de um monge budista.". Asokavadana, 133, trad. para o inglês John Strong.

### Debate acadêmico
Alguns historiadores rejeitaram a perseguição dos budistas por Pusiamitra. As narrativas tradicionais datam de dois séculos após a morte de Pusiamitra em Asokavadana e Diviavadana, livros budistas de narrativas. Os relatos tradicionais são geralmente descritos como exagerados. A narrativa do Asokavadana é provavelmente uma versão budista do ataque de Pusiamitra aos máurias, refletindo o declínio da influência do budismo na côrte imperial sunga.
Entre os infamadores está Romila Thapar, que escreveu que a evidência arqueológica cria dúvidas nas alegações de perseguições budistas por Pusiamitra. Apoio da fé budista pelos sungas é sugerido por um epígrafe no caminho de entrada de Barhut, que menciona a sua edificação "durante a supremacia dos sungas".
Por outro lado, Sir John Marshall notou que a estupa de Sanchi foi vandalizada durante o século II antes de ter sido reconstruída em uma escala maior, sugerindo a possibilidade de que a estupa de tijolos original construída por Asoca tenha sido destruída por Pusiamitra e reconstruída pelo seu sucessor, Agnimitra. Similarmente, as estupas de Deokothar (geograficamente localizadas entre Sanchi e Barhut) foram destruídas durante o mesmo período, também sugerindo algum tipo de envolvimento do governo sunga.
Além de tudo, a evidência arqueológica é escassa e incerta, e ainda falta uma resposta definitiva.

## Histórico de guerra
O governo de Pusiamitra foi marcado pela guerra, que caracterizou essa época na Índia. Ele e os seus descendentes guerrearam com os andhras, com os kalingas, com os indo-gregos e possivelmente com os reinos de Panchala e de Matura (que podem não ter estado sob o seu jugo).
Logo após ter assassinado Briadrata Máuria, o primeiro governante sunga respondeu ao avanço dos greco-bactrianos.
O nordeste da Índia foi atacado por volta de 180 a.C. pelos governantes gregos do reino Greco-Bactriano, que eventualmente conquistaram grande parte do Punjabe, provavelmente governaram em Matura por um tempo, e podem ter feito campanhas tão longe quanto Pataliputra.
Se foi tomada pelos indo-gregos, Matura foi ganha de novo ou pelos sungas ou por outros reis indianos no fim no século II a.C.
O próprio rei Pusiamitra pode ser sido atacado pelo rei Karavela de Kalinga, hoje conhecida como Orissa. Karavela diz ter feito um rei de Mágada, "Bahasatimita" (dito de ter sido um rei sunga, Braspatimitra, ou o próprio Pusiamitra), curvar-se a ele. Contudo, isso não foi confirmado, havendo várias datas para Karavela em vários séculos.

## Sucessão
Pusiamitra Sunga foi sucedido em 151 a.C. pelo seu filho Agnimitra.